# Peter Brabrook
Peter Brabrook (Greenwich, Londres, Inglaterra, 8 de noviembre de 1937-10 de diciembre de 2016) fue un futbolista británico. Se desempeñaba en la posición de delantero.

## Selección nacional
Fue internacional con la selección de fútbol de Inglaterra en tres ocasiones y sin haber marcado un solo gol. Debutó el 17 de junio de 1958, en un encuentro de la Copa Mundial de Fútbol de 1958 ante la selección de la Unión Soviética que finalizó con marcador de 1-0 a favor de los soviéticos.

### Participaciones en la Copa del Mundo
| Mundial                        | Sede   | Resultado    |
| ------------------------------ | ------ | ------------ |
| Copa Mundial de Fútbol de 1958 | Suecia | Primera fase |

## Clubes
| Club            | País       | Año       |
| --------------- | ---------- | --------- |
| Chelsea F. C.   | Inglaterra | 1954-1962 |
| West Ham United | Inglaterra | 1962-1968 |
| Leyton Orient   | Inglaterra | 1968-1971 |

## Palmarés

### Campeonatos nacionales
| Título          | Club            | País       | Año     |
| --------------- | --------------- | ---------- | ------- |
| Football League | Chelsea F. C.   | Inglaterra | 1954-55 |
| Charity Shield  | Chelsea F. C.   | Inglaterra | 1955    |
| FA Cup          | West Ham United | Inglaterra | 1963-64 |
| Charity Shield  | West Ham United | Inglaterra | 1964    |

### Copas internacionales
| Título           | Club            | País       | Año     |
| ---------------- | --------------- | ---------- | ------- |
| Recopa de Europa | West Ham United | Inglaterra | 1964-65 |